# Millana
Millana település Spanyolországban, Guadalajara tartományban. Millana Alcocer, Pareja, Escamilla és Salmeroncillos községekkel határos. Lakosainak száma 124 fő (2024).

## Népesség
A település népessége az utóbbi években az alábbiak szerint változott:
| Lakosok száma | 123  | 158  | 164  | 173  | 151  | 120  | 120  | 110  | 108  | 124  |
|               | 2001 | 2004 | 2006 | 2009 | 2011 | 2014 | 2016 | 2019 | 2021 | 2024 |